# Casa Borris

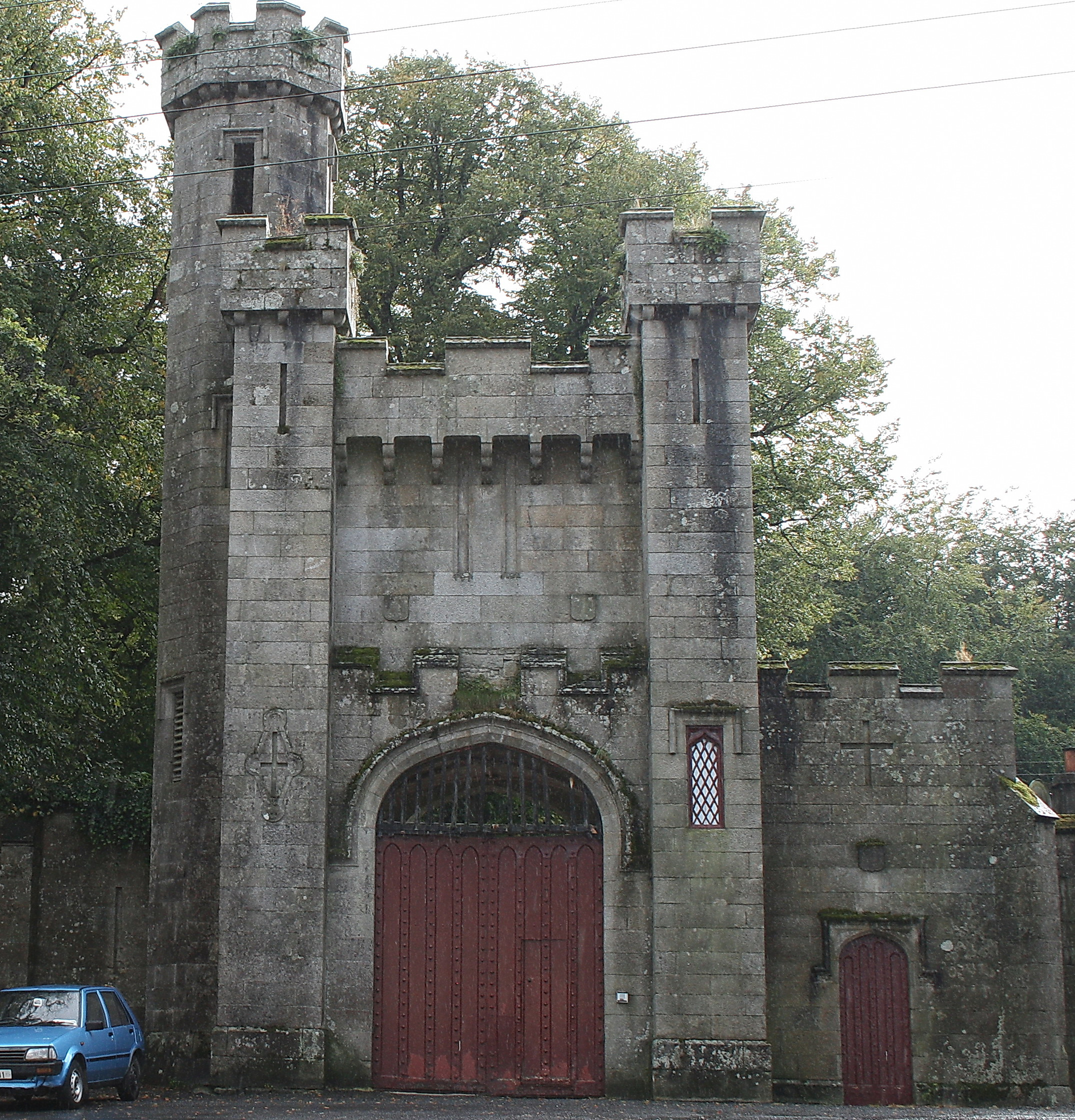
Os portões principais

A Casa Borris é uma casa de campo perto de Borris, Condado de Carlow.

## História
É a casa ancestral da família McMorrough Kavanagh.

## Nascimentos
- Arthur MacMurrough Kavanagh